# Alice Poelaert
Alice Poelaert (de ses prénoms complets Marie Alice Philippine Poelaert), née à Bruxelles, rue Terre-Neuve, S. 2, n° 87, le 15 juin 1856, est une écrivaine, nouvelliste et romancière belge.

## Éléments biographiques
Alice Poelaert vécut un moment à Londres à Kensington au 5, Alfred Place, où elle est citée en 1901, et où son père Auguste Poelaert, industriel, s'était établi pour ses affaires.
Alice Poelaert est la nièce du célèbre architecte Joseph Poelaert, frère de son père.
Alice Poelaert épousa à l'âge de  quarante huit ans en premières noces à Annevoie le 10 septembre 1904, un industriel, fabricant de clous à Lobbes, déjà veuf d'un premier mariage, Camille Vitry qui mourut quatre ans après cette union. Alice Poelaert qui résidait alors rue du Beau Site, n° 10, se remaria en secondes noces à Bruxelles, le 6 août 1912 avec Ghislain François Xavier Deruelle, avocat, né à Dinant le 13 mai 1852, résidant à Bruxelles, rue de Toulouse 31, veuf lui aussi en premières noces de Marie Joséphine Adolphine Thys et en secondes noces de Charlotte Ghislaine Jourez.
Alice Poelaert n'eut pas d'enfants de ses deux mariages successifs.

## Œuvre littéraire
Son œuvre littéraire se présente sous forme de longs monologues où elle évoque des problèmes de société.
La Revue bibliographique belge qualifie sa nouvelle Entre la richesse et l'amour d' « aimable brochurette où le sentiment caractéristique se traduit en une lutte toujours nouvelle, quoique d'un thème connu, entre la raison et le cœur ».

## Quelques publications
- Le divorce. Monologue, Bruxelles : Société belge de librairie, 1901. - 14 p ; In-12. - BEF 0.50.
- Retour des vacances. Monologue pour jeune fille, Bruxelles : J. Lebègue et Cie, 1901. - 4 p ; In-8°. - BEF 0.25.
- Entre la richesse et l'amour. Monologue, Bruxelles : Société belge de librairie, 1901. - 11 p ; In-12. - BEF 0.50.